# Виконт Хэд
Виконт Хэд (англ. Viscount Head) из Трупа в графстве Уилтшир — аристократический титул в системе Пэрства Соединённого королевства. Он был создан 2 августа 1960 года для британского военного и политика-консерватора Энтони Хэда (1906—1983). Ранее он занимал посты военного министра (1951—1956) и министра обороны (1956—1957). Также Энтони Хэд занимал посты британского верховного комиссара в Нигерии (1960—1963) и Малайзии (1963—1966).
По состоянию на 2025 год, носителем титула являлся его старший сын, Ричард Энтони Хэд, 2-й виконт Хэд (род. 1937), который сменил своего отца в 1983 году.
Родовая резиденция — усадьба Труп в окрестностях Солсбери в графстве Уилтшир.

## Виконты Хэд (1960)
- 1960—1983: Энтони Генри Хэд, 1-й виконт Хэд (19 декабря 1906 — 29 марта 1983), единственный сын Джеффри Хэда (1872—1955);
- 1983 — настоящее время: Ричард Энтони Хэд, 2-й виконт Хэд (род. 27 февраля 1937), старший сын предыдущего;
  - Наследник: достопочтенный Генри Джулиан Хэд (род. 30 марта 1980), старший сын предыдущего.